# ATP Challenger São Paulo (2004)
Der ATP Challenger São Paulo (offiziell: Ourcard Tennis Challenger) war ein Tennisturnier, das 2004 einmal in São Paulo, Brasilien, stattfand. Es gehörte zur ATP Challenger Tour und wurde im Freiluftbereich auf Hartplatz gespielt. André Sá gewann in beiden Konkurrenzen jeweils die erste Ausgabe.

## Liste der Sieger

### Einzel
| Jahr | Sieger   | Finalgegner      | Ergebnis |
| ---- | -------- | ---------------- | -------- |
| 2004 | André Sá | Jacob Adaktusson | 6:4, 6:0 |

### Doppel
| Jahr | Sieger                       | Finalgegner                  | Ergebnis |
| ---- | ---------------------------- | ---------------------------- | -------- |
| 2004 | Alejandro Hernández André Sá | Henrique Mello Ricardo Mello | 6:4, 6:4 |